# Melanorivulus
Melanorivulus es un género de peces de agua dulce de la familia rivúlidos en el orden de los ciprinodontiformes, que se distribuyen por ríos de América del Sur.
Antiguamente incluido como subgénero dentro del género Rivulus, fue elevado a la categoría de género en 2011.

## Hábitat
Viven en ríos y arroyos de la sabana boscosa y en estanques y pantanos de la selva de gran parte de Sudamérica.

## Especies
Se conocen unas 40 especies válidas en este género:
- Melanorivulus apiamici (Costa, 1989)
- Melanorivulus atlanticus Costa, Bragança y Ottoni, 2015
- Melanorivulus bororo (Costa, 2008)
- Melanorivulus crixas (Costa, 2007)
- Melanorivulus cyanopterus (Costa, 2005)
- Melanorivulus dapazi (Costa, 2005)
- Melanorivulus decoratus (Costa, 1989)
- Melanorivulus egens (Costa, 2005)
- Melanorivulus faucireticulatus (Costa, 2008)
- Melanorivulus giarettai (Costa, 2008)
- Melanorivulus illuminatus (Costa, 2007)
- Melanorivulus jalapensis (Costa, 2010)
- Melanorivulus javahe (Costa, 2007)
- Melanorivulus karaja (Costa, 2007)
- Melanorivulus kayabi (Costa, 2008)
- Melanorivulus kayapo (Costa, 2006)
- Melanorivulus kunzei Costa, 2012
- Melanorivulus leali Costa, 2013
- Melanorivulus litteratus (Costa, 2005)
- Melanorivulus megaroni (Costa, 2010)
- Melanorivulus modestus (Costa, 1991)
- Melanorivulus paracatuensis (Costa, 2003)
- Melanorivulus paresi (Costa, 2008)
- Melanorivulus parnaibensis (Costa, 2003)
- Melanorivulus pictus (Costa, 1989)
- Melanorivulus pindorama Costa, 2012
- Melanorivulus pinima (Costa, 1989)
- Melanorivulus planaltinus (Costa y Brasil, 2008)
- Melanorivulus polychromus Nielsen, Neves, Ywamoto y de Aguiar Passos, 2016
- Melanorivulus punctatus (Boulenger, 1895)
- Melanorivulus rossoi (Costa, 2005)
- Melanorivulus rubromarginatus (Costa, 2007)
- Melanorivulus rubroreticulatus Costa, Amorim y Bragança, 2014
- Melanorivulus rutilicaudus (Costa, 2005)
- Melanorivulus salmonicaudus (Costa, 2007)
- Melanorivulus scalaris (Costa, 2005)
- Melanorivulus schuncki (Costa y De Luca, 2011)
- Melanorivulus ubirajarai Costa, 2012
- Melanorivulus violaceus (Costa, 1991)
- Melanorivulus vittatus (Costa, 1989)
- Melanorivulus zygonectes (Myers, 1927)